# بخش فینسپونگ
بخش فینسپونگ (به سوئدی: Finspångs kommun) یک ناحیهٔ شهری در سوئد است که در شهرستان اوستریوتلاند واقع شده‌است.

## خواهرخوانده
شهرهای اشترمبرگ (هونزروک)، ایووآر و ژیوه خواهرخوانده‌های بخش فینسپانگ هستند.